# André Rømer
André Ibsen Rømer (Køge, 18 juli 1993) is een Deens betaald voetballer die doorgaans speelt als middenvelder. In augustus 2024 verruilde hij FC Midtjylland voor Randers FC.

## Clubcarrière
Rømer speelde in de jeugd van FC Midtjylland. In maart 2012 zette hij zijn handtekening onder zijn eerste jeugdcontract bij de club. Aan het einde van dat kalenderjaar mocht de verdediger voor het eerst zijn opwachting maken in het eerste elftal. Op 9 december 2012 werd met 0–2 gewonnen op bezoek bij AC Horsens door doelpunten van Tim Janssen en Morten Rasmussen. In de blessuretijd liet coach Glen Riddersholm Rømer invallen voor Petter Andersson. De centrumverdediger tekende op 18 april 2014 voor zijn eerste doelpunt als professioneel voetballer. Op die dag won Midtjylland met 0–4 in een uitwedstrijd tegen Aarhus GF. Nadat Andersson al tweemaal had gescoord en Pione Sisto tekende voor de derde treffer, scoorde Rømer de vierde goal van het duel. Dat deed hij twee minuten nadat hij was ingevallen voor Jakob Poulsen.
In het seizoen 2014/15 werd Midtjylland Deens landskampioen. Rømer speelde in vijfentwintig van de drieëndertig competitiewedstrijden mee. In september 2016 verlengde de verdediger zijn verbintenis tot medio 2021. Dit contract zou Rømer niet uitzitten, aangezien hij in januari 2018 de overstap maakte naar Odense BK. Een halfjaar en twaalf wedstrijden later verkaste de Deen naar Randers FC. In januari 2021 maakte Rømer de overstap naar IF Elfsborg. In de zomer van 2023 keerde hij terug bij FC Midtjylland. Rømer keerde in augustus 2024 terug bij Randers FC.

## Clubstatistieken
| Seizoen | Club           | Competitie  | Competitie | Competitie | Beker | Beker | Internationaal | Internationaal | Totaal | Totaal |
| Seizoen | Club           | Competitie  | Wed.       | Dlp.       | Wed.  | Dlp.  | Wed.           | Dlp.           | Wed.   | Dlp.   |
| ------- | -------------- | ----------- | ---------- | ---------- | ----- | ----- | -------------- | -------------- | ------ | ------ |
| 2012/13 | FC Midtjylland | Superligaen | 7          | 0          | 0     | 0     | 0              | 0              | 7      | 0      |
| 2013/14 | FC Midtjylland | Superligaen | 22         | 1          | 0     | 0     | —              | —              | 22     | 1      |
| 2014/15 | FC Midtjylland | Superligaen | 25         | 1          | 1     | 0     | 1              | 0              | 27     | 1      |
| 2015/16 | FC Midtjylland | Superligaen | 28         | 1          | 0     | 0     | 12             | 0              | 40     | 1      |
| 2016/17 | FC Midtjylland | Superligaen | 32         | 3          | 2     | 0     | 6              | 0              | 40     | 3      |
| 2017/18 | FC Midtjylland | Superligaen | 6          | 0          | 1     | 0     | 4              | 0              | 11     | 0      |
| 2017/18 | Odense BK      | Superligaen | 12         | 0          | 0     | 0     | —              | —              | 12     | 0      |
| 2018/19 | Randers FC     | Superligaen | 33         | 5          | 0     | 0     | —              | —              | 33     | 5      |
| 2019/20 | Randers FC     | Superligaen | 31         | 2          | 1     | 0     | —              | —              | 32     | 2      |
| 2020/21 | Randers FC     | Superligaen | 15         | 4          | 2     | 0     | —              | —              | 17     | 4      |
| 2021    | IF Elfsborg    | Allsvenskan | 27         | 1          | 3     | 0     | 6              | 0              | 36     | 1      |
| 2022    | IF Elfsborg    | Allsvenskan | 25         | 1          | 6     | 1     | 2              | 0              | 33     | 2      |
| 2023    | IF Elfsborg    | Allsvenskan | 16         | 1          | 0     | 0     | 0              | 0              | 16     | 1      |
| 2023/24 | FC Midtjylland | Superligaen | 23         | 0          | 3     | 1     | 1              | 0              | 27     | 1      |
| 2024/25 | FC Midtjylland | Superligaen | 4          | 0          | 0     | 0     | 3              | 0              | 7      | 0      |
| 2024/25 | Randers FC     | Superligaen | 26         | 1          | 2     | 1     | —              | —              | 28     | 2      |
| Totaal  | Totaal         | Totaal      | 332        | 21         | 21    | 3     | 35             | 0              | 388    | 24     |

Bijgewerkt op 27 mei 2025.

## Erelijst
| Superligaen | 1 | 2014/15 |